# یوروفولیتروپین
یوروفولیتروپین (انگلیسی: Urofollitropin) نوع خالص‌شده هورمون محرکه فولیکولی (FSH) است که از ادرار انسان استخراج می‌شود و سپس با حذف پروتئین‌های مختلف و سایر مواد، تخلیص می‌شود. هورمون محرکه فولیکولی در رشد فولیکول‌ها (تخمک) تولیدشده توسط تخمدان‌ها حائز اهمیت است. این دارو با تزریق زیرجلدی، در ترکیب با هورمون گنادوتروپین جفتی انسانی (hCG) برای کمک به تخمک‌گذاری و باروری استفاده می‌شود و همچنین در روش‌های لقاح مصنوعی آزمایشگاهی کاربرد دارد. دوز دارو با توجه به میزان پاسخ‌دهی هر فرد به درمان تنظیم می‌شود.
شایع‌ترین عوارض جانبی یوروفولیتروپین، درد شکم یا لگن، نفخ و همچنین قرمزی و درد یا تورم در محل تزریق است. فولیتروپین احتمالاً با افزایش خطر سرطان رحم مرتبط است. این دارو نباید در دوران بارداری مصرف شود، زیرا شواهدی مبنی بر نقص مادرزادی جنین در بیماران تحت درمان با فولیتروپین وجود دارد.
یوروفولیتروپینی که با نام تجاری «براول» در ایالات متحده آمریکا از مارس ۲۰۱۴ تا اکتبر ۲۰۱۵ فروخته شد، مشمول فراخوانی و بازپرداخت خسارت توسط سازنده آن، فرینگ فارما است، زیرا برخی از محموله‌های دارو نسبت به آنچه گفته شده‌است، دارای قدرت کمتری بود.